# Hydriomena pallula
Hydriomena pallula là một loài bướm đêm trong họ Geometridae.